# Synagoga w Józefowie (ul. Urocza 6)
Synagoga w Józefowie – prywatny dom modlitwy założony w domu mieszkalnym przy ulicy Uroczej 6. Podczas II wojny światowej został zdewastowany. Synagoga została rozebrana zaraz po zakończeniu wojny.